# Бунт пернатых
«Бунт пернатых» (Свободные птицы) — аргентинский полнометражный компьютерный мультипликационный музыкальный фильм, выпущенный в 2010 году. Роли озвучивают Мариано Мартинес, Луисана Лопилато, Карла Петерсон, Пето Менахем, Луис Мачин, Эстебан Проль и Фабио Ди Томасо. Мультфильм выпущен с возможностью просмотра в стереоскопическом формате 3D. Премьера состоялась в Аргентине 18 февраля 2010 года.

## Сюжет
Воробушек по кличке Джек обвёл вокруг пальца Кэта, и тут же возомнил себя особенным — выдающимся, уникальным (что и пытается доказать хохочущим собратьям). В то же время Фиби попадает в свой новый дом. Но её не устраивает перспектива сидеть «взаперти» — и она организовывает побег. На улице города она встречается с Джеком и… влюбляется. Теперь они радуются свободе вместе.
Но не всё так-то просто и безмятежно! Джеку мало «нестандартных» отношений — он кидается в краску и становится ярким зелёным «попугаем». Из-за этого они ссорятся с Фиби, та улетает обратно домой и снова становится клеточной птичкой. Тут Джека начинает мучить совесть и он спасает свою возлюбленную. Мораль такая — не лезь в краску, если не хочешь потерять свободу и друзей.

## Интересные факты
Проект был создан с использованием программы Blender — свободного профессионального пакета для создания трёхмерной компьютерной графики.

## Персонажи
- Джек (Хуан) — воробей, решивший во что бы то ни стало доказать свою уникальность.
- Фиби (Фифи) — канарейка, сбежавшая из дома ради риска и «реальной птичьей жизни».
- Тони — колибри. Мачо, однако жить не может без смертельных опасностей и авантюр..
- Лика — самка сизого голубя. Подруга Тони, она постоянно смеётся над глупым Джеком.
- Кэт — злой коричневый кот, пытающийся слопать птичек и всегда остающийся с носом.
- Дак, Дюк, Дик — три чайки-поморника, возомнившие себя орлами и пугающие птиц.
- Ченс — сокол, наводящий своим именем ужас на всех пернатых обитателей города.
- Фика — Летучая мышь вида крылан, улетевшая из пещеры и живущая с птицами.